# Christian Carl Gabel (amtmand)
 Der er flere personer med dette navn, se Christian Carl Gabel (flertydig).
Carl Christian Gabel (20. juni 1724 – 7. november 1800 i Aalborg) var en dansk amtmand og gehejmeråd.
Han var søn af Frederik Vilhelm Gabel og Marie Frederikke Sophie Rosenkrantz. Han blev opkaldt efter sin farbror, viceadmiralen Christian Carl Gabel, der gjorde sig bemærket ved flere sejrige kampe mod svenskerne i Østersøen under Den Store Nordiske Krig. Nevøen fik selv en karriere ved hoffet. 1748 hofjunker, 1750 kammerjunker, 1760 kammerherre. Fra 1761 tjente han som hofmester hos Frederik 5.'s moster, fyrstinde Sophie Caroline af Ostfriesland, der boede i Prinsens Palais. Fra 1764 var Gabel hofmester hos prinsesse Louise. 1766 blev han Ridder af Dannebrog og fik 1769 titel af gehejmeråd.
Han var fra 1768 deputeret i Søetatens Generalkommissariat, men afskedigedes fra denne
stilling 1770, da kommissariatet sammensmeltedes med Admiralitetskollegiet, udnævntes 1770 til succederende stiftamtmand over Aalborg Stift efter baron Iver Holck, men måtte, da denne 1773 afskedigedes, vige pladsen for gehejmestatsminister Adolph Sigfried von der Osten. Samtidig fik han ekspektance på embedet som direktør ved Øresunds Toldkammer, men kom heller ikke til at beklæde dette embede, i det han senere samme år udnævntes til amtmand over Skivehus Amt, i hvilken stilling han forblev indtil 1789, da han med sin fulde gage i pension afskedigedes som en følge af, at Skivehus Amt blev henlagt under Viborg Stiftamt.
Gabel var gift tre gange:
- 1. gang 20. marts 1760 med Catrine Margrethe Cicignon (1735-61)
- 2. gang 13. november 1761 med Birgitte Sophie Frederikke baronsse Rosenkrantz (1746-69)
- 3. gang 9. august 1771 med Claudiane Margrethe Ermandinger Dütschau (død 1808)